# Suzanne de Bourbon-Beaujeu

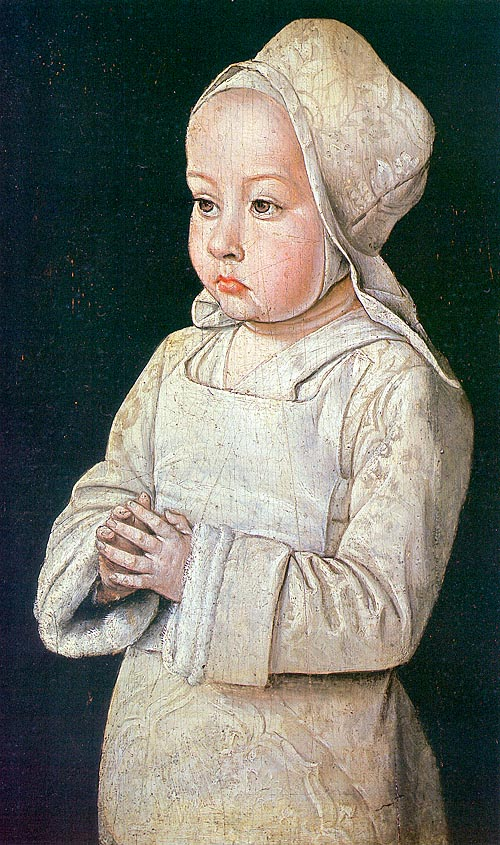
Kindheitsbildnis von Suzanne de Bourbon-Beaujeu

Suzanne de Bourbon-Beaujeu (auch Susanne de Bourbon; * 10. Mai 1491; † 28. April 1521 in Châtellerault) war Herzogin von Bourbon und Auvergne, sowie Gräfin von Clermont.

## Leben
Suzanne war die einzige Tochter und Erbin des Herzogs Pierre II. de Bourbon und seiner Frau Anne de Beaujeu, Tochter des französischen Königs Ludwig XI. und dessen Frau Charlotte von Savoyen.
Nachdem ihr Bruder Karl und ihr Vater gestorben waren, wurde Suzanne eine der reichsten Erbinnen Frankreichs. Durch die kluge Vermittlung ihrer Mutter heiratete Suzanne am 10. Mai 1505 den Herzog Charles III. de Bourbon-Montpensier, Sohn des Grafen Gilbert aus dem Hause Bourbon und dessen Frau Clara Gonzaga von Mantua. Aus der Ehe gingen drei Kinder hervor:
- Franz (1517–1518), Herzog von Clermont
- Zwillingssöhne (*/† 1519)

Nach dem frühen Tod Suzannes forderten die Königin-Mutter Luise von Savoyen und ihr Sohn König Franz I. von Frankreich das Erbe für sich. Daraus entwickelte sich ein Konflikt, dem das Herzogtum Bourbon zum Opfer fiel.